# Radicalismo
Il radicalismo è una corrente ideologica sorta nel XVIII secolo all'interno del movimento liberale. I "radicali" rappresentavano l'ala più estrema dello schieramento liberale identificandosi nella sinistra liberale.
 Essi proponevano riforme politiche appunto radicali in senso egualitario, tra le quali l'introduzione del suffragio universale, l'abolizione dei titoli nobiliari e, taluni, la repubblica. Inoltre, i radicali sostenevano la libertà di stampa e la rigida separazione tra Stato e Chiesa. Il radicalismo in Italia fu rappresentato dall'estrema sinistra storica e dal Partito Radicale Italiano.
Il radicalismo storico si caratterizza per la sua posizione intransigente rispetto a una serie di principi umanisti, razionalisti, laici, repubblicani e anticlericali, e per una visione più avanzata della società da una prospettiva liberale progressista con particolare attenzione ai diritti civili e ai diritti politici.
Negli Stati Uniti d'America, dove i partiti di ispirazione socialista sono stati repressi e il liberalismo è condiviso dai principali partiti politici, se il termine liberal indica una posizione assimilabile alla socialdemocrazia, il termine radical viene usato per l'estrema sinistra di stampo marxista e la cosiddetta nuova sinistra, nata dai movimenti studenteschi degli anni sessanta del Novecento; da cui l'utilizzo anche da parte dei giornalisti italiani dell'espressione sinistra radicale per riferirsi alla sinistra comunista.

## Regno Unito
Secondo l'Encyclopedia Britannica il primo utilizzo della parola "Radical" in senso politico è generalmente ascritto al parlamentare inglese whig Charles James Fox. Nel 1797, Fox si espresse per una "riforma radicale" del sistema elettorale, concedendo il suffragio universale maschile. Ciò portò ad identificare con tale termine tutti coloro che supportavano il movimento per la riforma parlamentare. Sempre secondo la Britannica Fox si dimise dal Privy Council nel 1798 per riaffermare la dottrina della sovranità popolare in un discorso pubblico. Fox non era comunque un democratico ed era noto per le sue incongruenze. Egli infatti sosteneva anche che un paese sarebbe prospero se il suo governo fosse affidato all'aristocrazia.
Inizialmente limitato alle classi superiore o media, nel XIX secolo si potevano distinguere i "popular radicals", che portarono ad agitazioni di artigiani e lavoratori, duramente represse dal governo, ed i "philosophical radicals" che seguivano la filosofia utilitarista di Jeremy Bentham e chiedevano con forza la riforma parlamentare, ma erano generalmente contrari alle argomentazioni e ai metodi dei "popular radicals". Alla metà del secolo i Radicali si unirono con altri nel Parlamento britannico e formarono il Liberal Party, per realizzare finalmente la riforma del sistema elettorale.

## Francia
All'indomani delle Guerre Napoleoniche, fino al 1848, in Francia era tecnicamente illegale proclamarsi apertamente repubblicano. Per questo motivo i repubblicani si definivano "radicali" ed il termine radicale diventò sinonimo di repubblicano (chi, per definizione, supportava il suffragio universale maschile). Dal 1869 una fazione, guidata da Georges Clemenceau, si proclamava come erede della Francia rivoluzionaria, allontanandosi dal repubblicanesimo moderato di Léon Gambetta. A Montmartre nel 1881 presentarono un programma di ampie riforme sociali. All'epoca i radicali, che si auto-collocavano a sinistra, si opponevano ai "Repubblicani opportunisti" (Gambetta), ai liberali orleanisti, ai legittimisti (di entrambe le fazioni monarchiche) ed ai Bonapartisti.

## Storia dell'ideologia
In molti Paesi europei infatti (si pensi a Regno Unito, Francia, Norvegia, Danimarca e Paesi Bassi) alla fine dell'Ottocento la contrapposizione politica era tra conservatori e liberali. I primi erano espressione dell'aristocrazia terriera, i secondi, invece, raccoglievano gli intellettuali, la piccola e media borghesia, i piccoli contadini ed erano portatori di istanze di rinnovamento e ricambio economico-sociale. All'interno del pensiero politico liberale, che solitamente si incarnava in partiti posizionati alla sinistra dello schieramento parlamentare, si formò una frangia particolarmente attenta alle questioni sociali. I sostenitori di liberalismo progressista e di sinistra vennero dunque chiamati radicali.
Con la nascita dei partiti socialisti e socialdemocratici, i radicali si sono di conseguenza spostati verso il centro-sinistra dello schieramento politico, mentre i liberali si spostarono verso il centro e in taluni casi verso il centro-destra (per esempio in Danimarca). Sia i liberali sia i radicali vennero schiacciati tra i conservatori e le forze socialdemocratiche, tanto che in molti Paesi finirono per riunirsi in uno stesso partito. Sebbene esistano ancora partiti "radicali", il termine "radicalismo" è stato soppiantato nel gergo politologico da liberalismo sociale, che sta appunto ad indicare le correnti di sinistra del liberalismo.

## Partiti radicali per tradizione o per nome
In Italia l'esperienza politica del radicalismo può riferirsi, ad esempio, al Partito d'Azione o al Partito Repubblicano Italiano delle origini, nonché al partito Radicale storico erede dell'estrema sinistra di Felice Cavallotti. Da quest'ultima esperienza hanno preso spunto alcuni membri della sinistra interna del Partito Liberale Italiano, tra i quali spiccava il nome di Marco Pannella, che diedero vita nel 1955 al Partito Radicale. Posizionatosi nell'alveo della "sinistra democratica", tale partito si è poi via via spostato verso il centro e, dagli anni novanta, come Lista Pannella, Lista Bonino e infine Radicali Italiani, ha abbracciato compiutamente il liberismo. I Radicali Italiani si autodefiniscono come "movimento liberale, liberista e libertario", cioè come un partito liberale in materia di diritti civili e liberista in economia.
Tra i partiti riconducibili alla storica tendenza del radicalismo storico in Europa e nel mondo si possono ricordare la Sinistra Radicale danese, il Partito Radicale e il Partito Radicale di Sinistra in Francia, il Partito Liberale Radicale svizzero e l'Unione Civica Radicale argentina. Si tratta di partiti in gran parte socio-liberali, anche se alcuni, come il Partito Radicale francese e il Partito Liberale Radicale svizzero fanno ora parte del centro-destra nei loro Paesi, e altri, come l'Unione Civica Radicale e il Partito Radicale di Sinistra, hanno aderito all'Internazionale Socialista o al Partito del Socialismo Europeo.
Sebbene sorti dopo l'epoca d'oro del radicalismo storico, molti partiti contemporanei che si proclamano socio-liberali hanno un forte legame ideale con tale tradizione (vedi partiti liberali progressisti).